# Carlos Torrallardona
Carles Torrallardona, oficialment Carlos Torrallardona (1913-1986) fou un pintor argentí d'origen català nascut a Pehuajó, província de Buenos Aires. Va estudiar a l'Escuela Nacional de Bellas Artes. El 1942 va viatjar a París becat per la Comisión Nacional de Cultura i pel govern de França, on va viure i va realitzar alguns treballs.

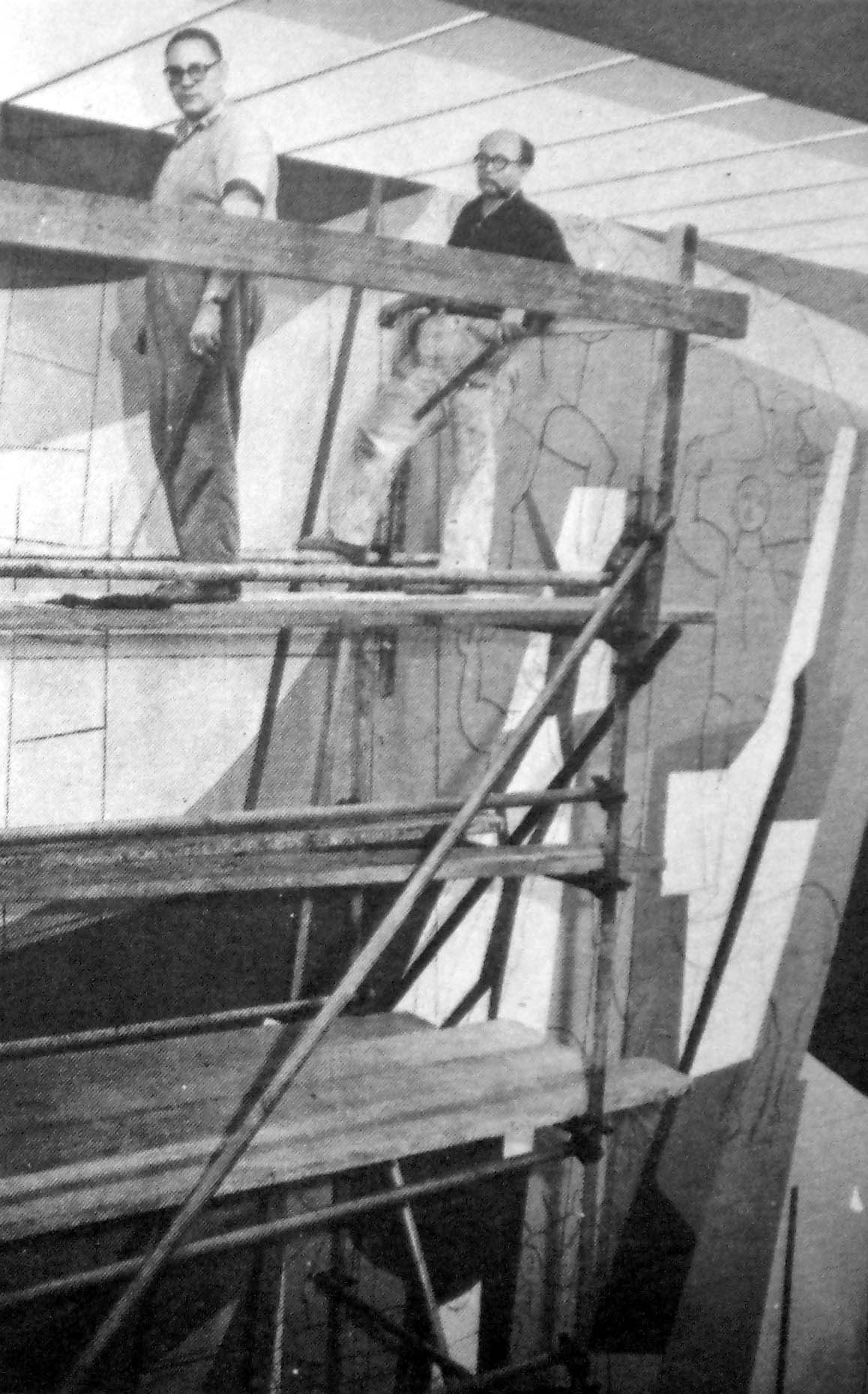
Torrallardona (dreta) amb Seoane, treballant en el Teatro Municipal Gral. San Martín, 1957

A més de dibuixos i pintures, Torrallardona va realitzar murals en edificis públics (un en el Banco Popular de La Plata). Alguns murals els va fer conjuntament amb el pintor gallec Luis Seoane, amb qui va mantenir relació durant anys. Va publicar el llibre "20 dibujos" de la seva realització.

## Temàtica de la pintura
La pintura expressa l'ambient dels cafès, del tango, de la milonga, de les estacions ferroviàries, salons de joc, prostíbuls...configuren la seva temàtica predominant. Els cafès, en particular, atrauen l'artista amb reiterada i obsessiva insistència. És el drama de la solitud, sentida en carn pròpia, que l'artista ha traduït en els seus quadres, empresonant en el llenç l'atmosfera densa i silenciosa dels cafès nocturns, dels salons de billar, refugi de les hores sense contingut.
D'origen català, com la seva dona, la pintora Matilde Grant, Torrallardona es va sentir identificat amb l'art d'aquesta terra, com ho va fer saber en nombroses oportunitats.
Carles Torrallardona va realitzar nombroses exposicions individuals en l'Argentina i en l'exterior i va participar en mostres col·lectives, entre les quals cal de destacar la seva intervenció en la Biennal de Venècia de 1952 i a la Biennal de São Paulo de 1957.
Entre les distincions que va rebre mereixen ser destacats el Premi Província de Buenos Aires, que li va adjudicar l'Acadèmia Nacional de Belles Arts el 1972.
En el seu poble d'origen Pehuajó, l'escola local d'art porta el seu nom.

## Premis obtinguts
Primer Premi, Salón de Santa Fe (1958)
Tercer Premi, Salón Municipal de Grabado (1959)
Premi Adquisición, Salón de Mar del Plata (1960)
Premi Provincia de Buenos Aires, Academia Nacional de Bellas Artes (1972).